# Селюгановы
Селюгановы — опустевшая деревня в Оричевском районе Кировской области в составе Пищальского сельского поселения.

## География
Расположена на расстоянии примерно 5 км по прямой на юго-восток от административного центра поселения села Пищалье.

## История
Была известна с 1727 года как починок Куликовский (Нещумаровский) 1 двором, к 1764 году 30 жителей.  В 1873 году здесь (починок Куликовский или Селюгановы) отмечено дворов 5 и жителей 43, в 1905 11 и 83, в 1926 (уже деревня Семогановы или Куликовский) 15 и 80, в 1950 18 и 50, в 1989 население уже не отмечалось. Настоящее название утвердилось с 1950 года. Ныне представляет собой урочище

## Население
Постоянное население  не было учтено как в 2002 году, так и в 2010.